# Sinopoda serrata
Sinopoda serrata är en spindelart som först beskrevs av Wang 1990.  Sinopoda serrata ingår i släktet Sinopoda och familjen jättekrabbspindlar. Inga underarter finns listade i Catalogue of Life.